# 勞勃·勒德倫
勞勃·勒德倫（Robert Ludlum，又譯羅勃·陸德倫，1927年5月27日—2001年3月12日）是美國寫有29本諜報驚悚小說的驚悚小說作家，勒德倫的小說全世界銷售至少2億9千萬本，被翻譯成32種以上的語言，而勒德倫也有強那生·來德 (Johnathan Ryder)和麥可·薛弗德（Michael Shephard）的筆名。
勒德倫也有一些小說被翻拍成電視影集或是電影，像是《The Osterman Weekend》、《The Holcroft Covenant》、《The Apocalypse Watch》、《神鬼認證》、《神鬼疑雲》、《神鬼通牒》（在中國使用《谍影重重》三部曲的译名）。最成功的就是麥特·戴蒙所主演的神鬼認證系列，雖然劇情自神鬼疑雲後開始偏離，但是依然算是相當成功。
勒德倫一直是驚悚小說的代言人，勒德倫更有現代驚悚小說之父（International Thriller）之稱，勒德倫雖於2001年去世，但是依照他小說故事翻拍的神鬼認證系列卻引發了一連串效應，該系列甚至有電玩遊戲，顯示勒德倫的小說魅力不減。

## 早年生涯
勒德倫曾就讀瑞克托瑞學校 (Rectory School)、夏西爾中學 (Cheshire Academy)以及衛斯連大學，讀大學期間，勒德倫曾加入「Alpha Delta Phi」兄弟會。在擔任作家前，勒德倫曾當過演員以及監製，而勒德倫的演戲經驗也很可能是勒德倫小說能量、動作、非現實情節的來源，勒德倫曾說：「我常將疑問和一間好的戲院畫上等號，我認為這其中都充斥著疑慮以及下一刻即將發生的事。以這個觀點來說，我想我的確是個戲劇人。」

## 寫作特色
勒德倫小說有個相當明顯的特色，他筆下的人物通常都是一個小人物，或是一個發起運動的小團體中的一小部份，但是偏偏要對上威力十足的大陰謀，而這些陰謀後的主使者都會利用政治上或是經濟上的機構解決勒德倫筆下的小人物，但是這些小人物往往能夠在絕對劣勢的情況下反轉情況，成功破解大陰謀，最為人熟悉的莫過於勒德倫筆下最有名的角色－失憶殺手傑森·包恩。
勒德倫小說大多都受到陰謀論的影響，例如勒德倫寫作的《龍爭虎鬥》據說是根據三方委員會 (三洲代表)的謠傳，而該委員會只在該書的幾年前成立而已。而勒德倫在《龍爭虎鬥》或《地獄兒女》等書中描述恐怖主義的例子當中，就反射出了恐怖份子只不過是某些政府或是私人機關的馬前卒，而這些人只會利用恐怖份子作為確立獨裁主義的推辭。
勒德倫作品雖然津津樂道，但是有時也會收到較不起眼的批評。例如勒德倫的作品固定的字首「The」也曾經被人批評，不過這個字首的特色倒也是勒德倫書中不可或缺的單字之一。

## 著作

### 台灣出版
- 神鬼認證系列
  - 《神鬼認證》 The Bourne Identity 皇冠文化 2007年7月30日－ISBN 9789573323402
  - 《神鬼疑雲》 The Bourne Supremacy 皇冠文化 2007年7月30日－ISBN 9789573323419
  - 《神鬼通牒》 The Bourne Ultimatum 皇冠文化 2007年7月30日－ISBN 9789573323426
  - 《神鬼傳承》 The Bourne Legacy 皇冠文化 2007年12月24日－ISBN 9789573323747

### 勒德倫生平著作
- 《納粹檔案》 (1971年)
- 《周末大行動》 (1972年)
- 《銀色名單》 (1973年)
- 《刺客任務》 (1973年，使用筆名強那生·來德)
- 《The Cry of the Halidon》 (1974年，使用筆名強那生·來德)
- 《The Rhinemann Exchange》 (1974年)
- 《綁架教皇》 (1975年，使用筆名麥可·薛弗德)
- 《The Gemini Contenders》 (1976年)
- 《奪命密稿》 (1977年)
- 《地獄兒女》 (1978年)
- 《龍爭虎鬥》 (1979年)
- 《神鬼認證》 (1980年，前譯《迷魂殺手》)
- 《死亡拼圖》 (1982年)
- 《帝國噩夢》 (1984年)
- 《神鬼疑雲》 (1986年)
- 《The Icarus Agenda》 (1988年)
- 《神鬼通牒》 (1990年)
- 《挑戰層峰》 (1992年)
- 《The Scorpio Illusion》 (1993年)
- 《The Apocalypse Watch》 (1995年)
- 《帝國噩夢》 (1997年)
- 《The Prometheus Deception》 (2000年)

### 勒德倫死後著作
勒德倫生前著作，勒德倫死後出版，勒德倫未完成的小說則由不知名的作家堅持勒德倫的風格寫完。
- 《終戰條約》 (2001年10月)
- 《詹森密令》 (2002年)
- 《冷戰叛逃》 (2003年)
- 《狂人警訊》 (2005年)
- 《創世機密》 (2006年)
  - 皆暫譯

### 神醫特攻系列著作
其他作家與勒德倫寫作，根據勒德倫未出版的素材寫作。勒德倫在《冥王黑帝斯基因》寫成之後去世。
此系列男主角設定為美國陸軍傳染病醫學研究院(USAMRIID)所屬的一名醫學研究員，美國陸軍中校強那森·史密斯醫生(Jon Smith, M.D.)。在冥王病毒事件之後，為美國白宮直屬的秘密行動組(代號『隱匿者一號』，Covert-One)主管弗雷德列克·克萊(Fredrick Klein)所網羅，成為雙重身份的秘密機動幹員，隨時受命替美國總統服務，參與國際性緊急機密行動。固定女主角為美國中央情報局行動處幹員藍迪Randi，她同時也是史密斯中校故去同事兼女友的妹妹，每次都在因緣際會之下，與史密斯中校合作。其他常見角色有一位前英國外交部秘密勤務局（代號『軍情六局』MI6)幹員，史密斯中校的童年好友天才電腦駭客。
- 《冥王黑帝斯基因（英语：The Hades Factor）》(蓋伊爾·林德斯寫作) (2000年)
  - 美國製藥公司為了商業利益，以早年於秘魯所獲得的病毒用基因工程製成致命病毒感染大批美國人民，再以鑲有致命病毒基因的病毒疫苗低價提供政府進行大規模接種，企圖長期牟利。本書後拍攝為電視電影，中文譯名為『病毒危機』。
- 《The Cassandra Compact》《卡珊卓密盒 》(菲力普·雪爾碧寫作) (2001年)
  - 美國製藥公司主管為了製造出無敵病毒，雇用國際罪犯與俄羅斯聯邦安全局內之惡徒，從俄國偷出天花病毒，偷運回美國，走私到美國太空梭上，在太空實驗環境中製造出無敵病毒。史密斯中校受命從俄國與俄羅斯聯邦安全局合作，在歐洲一路追蹤這一管天花病毒直到美國本土。
- 《The Paris Option》《巴黎實驗》(蓋伊爾·林德斯寫作) (2002年)
  - 一名法國巴斯德研究院的基因工程學家，製造出了世界上第一台基因電腦，並與一名具有龐大野心，企圖重建法蘭西大帝國而稱霸世界的法國將軍合作，以高速電腦對美國與英國進行網路攻擊，瓦解了美國國防體系內的保密通訊與飛彈防禦計畫。
- 《The Altman Code》《阿特曼法則》(蓋伊爾·林德斯寫作) (2003年)
  - 美國的阿特曼商業集團為了軍工產業利益，與美國、中國兩國政府的保守勢力合作，意圖挑起中美兩國的長期冷戰，刻意導演一艘中國註冊的貨輪承載了生化武器，駛向美國領海，美、中雙方海軍因而於公海上對峙。同時，美國總統透過『隱匿者一號』在中國的密諜得知，總統的生父，二次大戰末期在中國失蹤，可能仍被中國政府囚禁於四川。中國政府內的開明派官員意圖化解雙方困局。美國政府則同時動員在台灣高雄參加醫學研討會的『隱匿者一號』秘密幹員史密斯中校，美國駐香港領事館中央情報局幹員藍迪，進入中國大陸境內力挽狂瀾。
- 《The Lazarus Vendetta》《拉撒路怪客》(派翠克·拉勤寫作) (2004年)
  - 環保運動全球組織『拉撒路運動』反對科技過度發展，欲抗議美國政府資助的奈米級微型機器元件開發計畫，在美國新墨西哥州聖塔非市的泰勒研究院院外發動大規模示威，演變成暴力衝突事件，恰巧被借調到泰勒研究院參加奈米元件研究的史密斯中校，受命代表美國參謀聯席會議(Joint Chief of Staff)，展開調查，發覺『拉撒路運動』組織背後有環保極端份子與國際暴力份子暗中操控，意圖在抹黑美英兩國情報安全單位(FBI, CIA, MI5, MI6)，使英美兩國政府無力作為之後，對全球人類以奈米機器進行大規模滅絕清洗！
- 《Moscow Vector》《莫斯科病媒》(派翠克·拉勤寫作) (2005年)
  - 事件由東歐國家捷克布拉格的一場醫學研討會開始，與會的一名俄國醫師試圖把文件交給與會的史密斯中校，卻離奇死亡。史密斯中校遂進入俄國進行追查。俄羅斯聯邦新任總統意圖重返蘇聯共產帝國的領域與國境，積極備戰，同時與一名塞爾維亞跨國企業富商、一名德裔精於生化武器製作的生物學教授兼惡徒，三方合作，對北大西洋公約組織各盟國及前蘇聯共和國區域內各國的重要政治、軍事領袖，與西方國家安全、情報單位內的對俄專家，大規模進行標靶式生物暗殺。史密斯中校與佈建在莫斯科的另兩名『隱匿者一號』幹員躲過層層追殺，逃出俄國，循線追到義大利北部；與從伊拉克出發，經由德國歷經千辛萬苦追獵那名德裔生物武器專家的中央情報局幹員藍迪，於義大利北部在同一目的地不期而遇！在此同時，俄國總統表定的全面軍事侵略行動計畫，已是箭在弦上！
- 《The Arctic Event》《北極事件》(詹姆士·柯伯寫作) (2007年)
  - 冷戰時期史達林時代末期，一架蘇聯空軍戰略轟炸機在一次軍事行動中，墜毀在北極區內的一個美屬小島『星期三島』上。事隔多年，居然在二十一世紀被一群國際研究學者發現了。俄國空軍為了避免一場美俄兩國政府之間的難堪歷史事件，意圖掩蓋這架蘇聯軍機的真實任務內容。但是基於美俄合作關係，只得派出一名俄國空軍少校，與美國方面的專家組成探勘小隊，設法對蘇聯軍機殘骸進行探勘。哪知在小島上的外籍學者群中，有一人竟是塞爾維亞裔種族主義恐怖份子所潛伏的暗樁，意圖與其同夥裡應外合，奪取蘇聯軍機殘骸上搭載的生化武器。由史密斯中校、中央情報局行動幹員藍迪、美麗機智多才多藝的軍事歷史學女教授等三人的美籍探勘小隊，受困於大風雪之下，遂陷身於層層混沌的危機漩渦中。

### 勒德倫小說續集
非勒德倫寫作，但根據勒德倫小說寫作續集。
- 《神鬼傳承》 (艾瑞克·范‧勒斯貝德寫作) (2004年)
- 《神鬼背叛》 (艾瑞克‧范‧勒斯貝德寫作) (2007年)

## 影片
勒德倫的某些小說曾經被製作成電影或是電視迷你影集，雖然在故事上可能會因為時間的關係縮減，不過通常都是迷你影集較忠於原著小說。
| 年份   | 影視名稱                   | 分類     | 演員                                                            |
| ------ | -------------------------- | -------- | --------------------------------------------------------------- |
| 1977年 | 《The Rhinemann Exchange》 | 迷你影集 | 史蒂芬·柯林斯飾演大衛·史伯丁、勞倫·赫頓飾演雷斯利·珍娜·浩克伍德 |
| 1983年 | 《周末大行動》             | 電影     | 魯格·豪爾飾演約翰·坦那                                          |
| 1985年 | 《地獄兒女》               | 電影     | 麥克·肯恩飾演諾爾·霍爾克羅夫特                                  |
| 1988年 | 《神鬼認證》               | 迷你影集 | 理查·張伯倫飾演傑森·包恩、賈桂林·史密斯飾演瑪莉·聖雅各          |
| 1997年 | 《The Apocalypse Watch》   | 迷你影集 | 派翠克·柏金飾演祖魯·拉森                                        |
| 2002年 | 《神鬼認證》               | 電影     | 麥特·戴蒙飾演傑森·包恩、法蘭卡·波坦特飾演瑪莉·克盧茲            |
| 2004年 | 《神鬼認證：神鬼疑雲》     | 電影     | 麥特·戴蒙飾演傑森·包恩                                          |
| 2006年 | 《病毒危機》               | 電影     | 史蒂芬·多夫飾演強恩·史密斯                                      |
| 2007年 | 《神鬼認證：最後通牒》     | 電影     | 麥特·戴蒙飾演傑森·包恩                                          |
| 2008年 | 《奪命密稿》               | 電影     | 李奧納多·狄卡皮歐飾演彼得·強賽勒                                |

## 名氣
勒德倫一直在世界各地都是廣受愛戴的作家，筆下的作品大多都是膾炙人口的作品。只是勒德倫在台灣似乎並不是相當的出名，在80年代，皇冠文化曾翻譯勒德倫的著作，包括《龍爭虎鬥》、《地獄兒女》以及神鬼認證原著小說，前譯《迷魂殺手》，但是到90年代後便無翻譯新作，使的勒德倫的小說逐漸淡忘，一直到神鬼認證電影推出後，皇冠文化再度推出神鬼認證的原著小說，分別命名《神鬼認證》、《神鬼疑雲》、《神鬼通牒》，勒德倫的作品再度現身台灣市場。

## 連結
- Robert Ludlum在互联网电影资料库（IMDb）上的資料（英文）
- Robert Ludlum 簽名 （页面存档备份，存于）
- Official Robert Ludlum website （页面存档备份，存于）
- Robert Ludlum at the Internet Book List
- WorldCat 聯合目錄中勞勃·勒德倫的著作或與之相關的著作